# Massanes (Frankrijk)
Massanes is een gemeente in het Franse departement Gard (regio Occitanie) en telt 137 inwoners (1999). De plaats maakt deel uit van het arrondissement Alès.

## Geografie
De oppervlakte van Massanes bedraagt 1,6 km², de bevolkingsdichtheid is 85,6 inwoners per km².
De onderstaande kaart toont de ligging van Massanes (Frankrijk) met de belangrijkste infrastructuur en aangrenzende gemeenten.

## Demografie
Onderstaande figuur toont het verloop van het inwonertal (bron: INSEE-tellingen).
1. ↑  Populations de référence 2022.